# Claraval
Claraval é um município brasileiro do estado de Minas Gerais, na microrregião de Passos. Sua população estimada em 2019 foi de 4 843 habitantes. Sua área é de 227,627 km² e a densidade demográfica é de 21,28 hab/km².
Seus municípios limítrofes são Ibiraci a nordeste, leste e sudeste e os paulistas Franca a sudoeste, Cristais Paulista a oeste e Pedregulho a noroeste,sendo que estas cidades paulistas também pertencem a Aglomeração Urbana de Franca .

## Mosteiro cisterciense
Construído entre 1951 e 1969 por quatro monges cistercienses italianos, em estilo neogótico similar às igrejas góticas existentes na Europa, o Mosteiro de Claraval pertence à Diocese de Guaxupé. É um dos cinco mosteiros cistercienses masculinos existentes no Brasil. Sua construção foi feita com pedras retiradas do próprio morro onde se localiza e utilizando-se tijolos e elementos decorativos produzidos no próprio local.